# Івона Дадич
Івона Дадич (нім. Ivona Dadić ; нар. 29 грудня 1993) — австрійська легкоатлетка, змагається у багатоборствах. Триразова чемпіонка Австрії, володарка національних рекордів Австрії з п'ятиборства та семиборства. Призерка чемпіонатів світу та Європи. Учасниця Олімпійських ігор 2012 та 2016 років.

## Біографія
Івона Дадич народилася 29 грудня 1993 року у Вельсі (Австрія), в сім'ї Ніно і Даніки Дадич, етнічних хорватів, які емігрували з Бугойно, Боснія і Герцеговина. У віці дев'яти років вона виграла свої перші змагання. Її брат Іван помер у 2008 році в автокатастрофі, тому вона має татуювання на лівій руці у вигляді хреста з його ім'ям. У 2015 році Дадич здобула бронзову медаль на чемпіонаті Європи-2012 U23 з резу 6033 бали. Через рік вона здобула бронзову медаль на чемпіонаті Європи в Амстердамі з результатом 6408 очок.

## Участь у змаганнях
| Рік            | Змагання                       | Місце проведення           | Залікове місце | Дисципліна     | Бали           |
| Збірна Австрія | Збірна Австрія                 | Збірна Австрія             | Збірна Австрія | Збірна Австрія | Збірна Австрія |
| -------------- | ------------------------------ | -------------------------- | -------------- | -------------- | -------------- |
| 2011           | Чемпіонат Європи серед юніорів | Таллінн, Естонія           | 10             | семиборство    | 5455 pts       |
| 2012           | Літні Олімпійські ігри         | Лондон, Велика Британія    | 25             | семиборство    | 5935 pts       |
| 2013           | Чемпіонат Європи серед молоді  | Тампере, Фінляндія         | 5              | семиборство    | 5874 pts       |
| 2015           | Чемпіонат Європи серед молоді  | Таллінн, Естонія           | 3              | семиборство    | 6033 pts (NR)  |
| 2016           | Чемпіонат Європи               | Амстердам, Нідерланди      | 3              | семиборство    | 6408 pts (NR)  |
| 2016           | Літні Олімпійські ігри         | Ріо-де-Жанейро, Бразилія   | 21             | семиборство    | 6155 pts       |
| 2017           | Чемпіонат Європи в приміщенні  | Белград, Сербія            | 2              | п'ятиборство   | 4767 pts (NR)  |
| 2017           | Чемпіонат світу                | Лондон, Велика Британія    | 6              | семиборство    | 6417 pts (NR)  |
| 2018           | Чемпіонат світу в приміщенні   | Бірмінгем, Велика Британія | 2              | п'ятиборство   | 4700 pts       |